# Tokita Shusaku
Shusaku Tokita (sinh ngày 9 tháng 9 năm 1990) là một cầu thủ bóng đá người Nhật Bản.

## Sự nghiệp câu lạc bộ
Shusaku Tokita đã từng chơi cho Matsumoto Yamaga FC, Fukushima United FC, Grulla Morioka, Azul Claro Numazu và Japan Soccer College.